# Tommy Tune

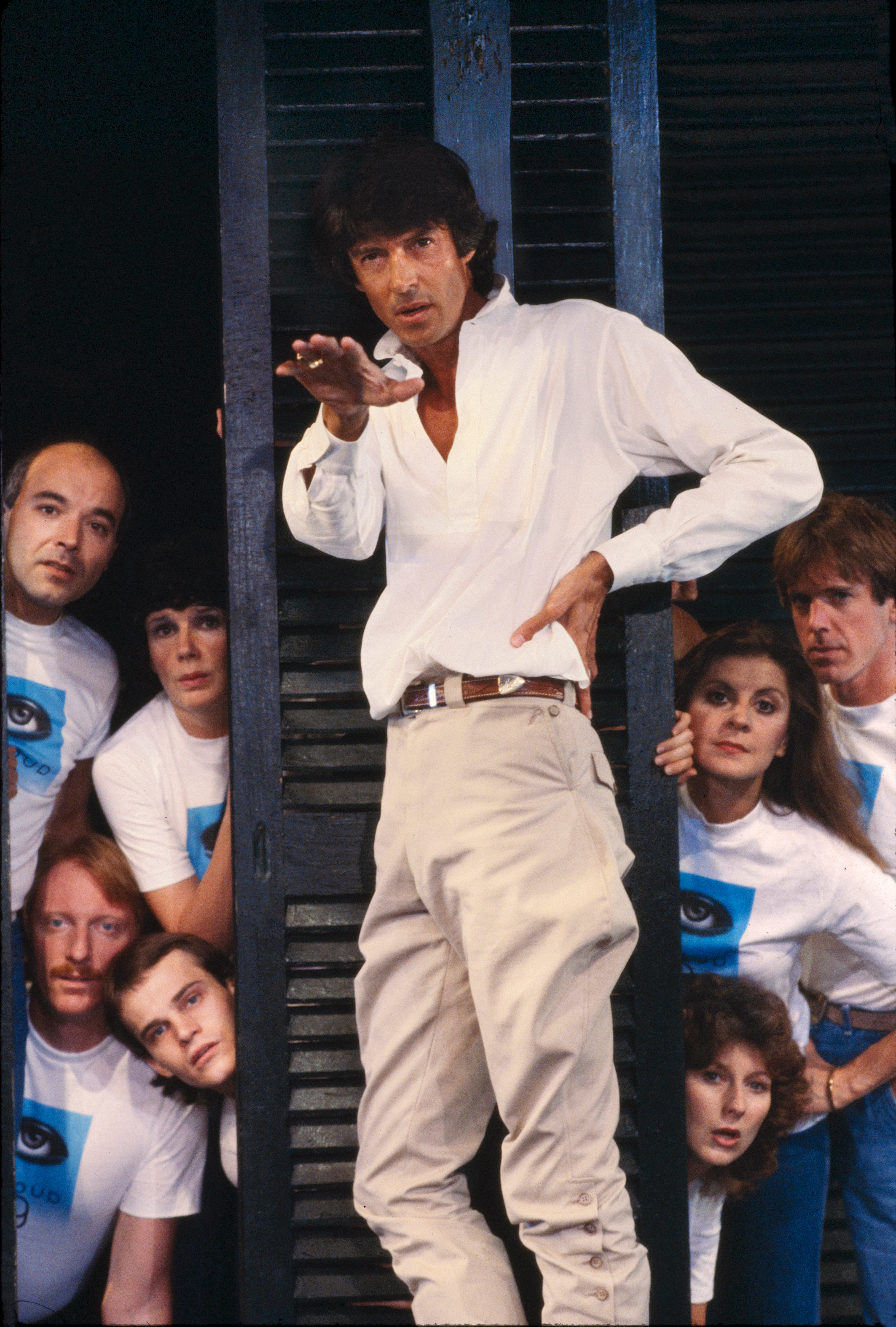
Tommy Tune (1982)

Tommy Tune (* 28. Februar 1939 in Wichita Falls) ist ein US-amerikanischer Theaterschauspieler, Tänzer, Choreograf und Theaterregisseur.

## Leben
Tune studierte am Lon Morris College, an der University of Texas in Austin sowie an der University of Houston in Texas. Als Schauspieler gab er in Baker Street 1965 sein Debüt. Es folgten unter anderem A Joyful Noise 1966, How Now, Dow Jones 1967 und Seesaw 1973. Zudem war er ab den späten 1970er-Jahren als Theaterregisseur und Choreograf tätig, unter anderem in The Best Little Whorehouse in Texas 1978, A Day in Hollywood / A Night in the Ukraine 1980, Nine 1982, My One and Only 1983, Stepping Out 1987, Grand Hotel 1989, The Will Rogers Follies 1991,  Tommy Tune Tonite! 1992, Bye Bye Birdie 1992, The Best Little Whorehouse Goes Public 1994 und Grease 1994 (Revival).
Tune gewann mehrmals den Tony Award. 2003 erhielt er die National Medal of Arts. Tune wohnt in New York City. Sein erster Lebenspartner war der US-amerikanische Schauspieler David Wolfe, der 1994 verstarb. Danach lebte er mit dem US-Amerikaner Michel Stuart zusammen.

## Auszeichnungen (Auswahl)
- 1974:	Tony Award für Best Performance by a Featured Actor in einem Musical in Seesaw
- 1977: Nominierung für	Drama Desk Award	als Outstanding Director of a Musical in The Club
- 1978: The Best Little Whorehouse in Texas
- 1978: Nominierung als Outstanding Choreography
- 1979:	Nominierung für Tony Award in Best Direction in einem Musical
- 1979: Nominierung für Tony Award in Best Choreography
- 1980: Nominierung für	Best Direction of a Musical in A Day in Hollywood / A Night in the Ukraine
- 1980: Best Choreography in Drama Desk Award fürOutstanding Choreography
- 1980: Outer Critics Circle Award für Outstanding Director
- 1980: Outer Critics Circle Award für  Outstanding Choreography
- 1982:	Tony Award für	Best Direction of a Musical Nine
- 1982: Drama Desk Award für Outstanding Director of a Musical
- 1082: Drama Desk Award für Outstanding Director of a Play Cloud 9
- 1983:	Tony Award für	Best Performance by a Leading Actor im Musical	My One and Only
- 1983: Nominierung für Tony Award in Best Direction of a Musical
- 1983: Tony Award für Best Choreography
- 1983: Drama Desk Award für Outstanding Choreography
- 1990:	Tony Award für Best Direction of a Musical Grand Hotel
- 1990: Tony Award für Best Choreography
- 1990: Drama Desk Award für Outstanding Director of a Musical
- 1990: Drama Desk Award für Outstanding Choreography
- 1990: Nominierung Outer Critics Circle Award für Outstanding Director
- 1991: American Theater Hall of Fame
- 1991: Tony Award für Best Direction of a Musical The Will Rogers Follies
- 1991: Tony Award für Best Choreography
- 1991: Drama Desk Award für Outstanding Choreography
- 1992:	Nominierung für Outer Critics Circle Award für	Outstanding Choreography
- 2003: Nominierung für	Drama Desk Award für Outstanding Choreography White Tie and Tails
- 2003: National Medal of Arts
- 2015: Tony Award für Lifetime Achievement Award

- Stern auf dem Hollywood Walk of Fame/Kategorie Bühne